# Lobiancoella belenoides
Lobiancoella belenoides is een soort in de taxonomische indeling van de Myzozoa, een stam van microscopische parasitaire dieren. Het organisme komt uit het geslacht Lobiancoella en behoort tot de familie Urosporidae. Lobiancoella belenoides werd in 1979 ontdekt door Corbel, Desportes & Théodoridès.